# René Arredondo
Rene Arredondo est un boxeur mexicain né le 15 juin 1961 à Apatzingan.

## Carrière
Passé professionnel en 1979, il devient champion du monde des poids super-légers WBC le 5 mai 1986 après sa victoire par arrêt de l’arbitre à la 5e reprise contre Lonnie Smith. Battu au premier round par Tsuyoshi Hamada le 24 juillet 1986, il remporte le combat revanche le 22 juillet 1987 puis perd dès le combat suivant contre Roger Mayweather. Arredondo met un terme à sa carrière en 1997 sur un bilan de 46 victoires et 12 défaites.

## Référence
1. ↑  (en) Tsuyoshi Hamada vs. Rene Arredondo II (boxrec.com)